# Anomala merkli
Anomala merkli är en skalbaggsart som beskrevs av Carsten Zorn 2006. Anomala merkli ingår i släktet Anomala och familjen Rutelidae. Inga underarter finns listade i Catalogue of Life.